# 세키가네정
세키가네정(関金町)은 돗토리현 중부에 존재했던 정이며 도하쿠군에 속했다.
2005년 3월 22일에 구라요시시와 합병해 자치체로서의 세키가네정은 폐지되었다. 다만 구라요시시 세키가네정으로서는 남게 되었다.

## 지리
오야마 산의 동쪽, 히루산지의 북쪽 기슭에 있으며 동류하는 아가모강의 유역이다

## 역사
- 1953년 4월 1일 -도하쿠군 오쿠촌 미나미다니촌 야마모리촌이 합병해 세키가네정이 성립하였다.
- 2005년 3월 22일 - 세키가네정이 구라요시시에 편입되어 자치체로서는 폐지되었다.

## 교통

### 철도
- 서일본 여객철도 산인 본선

### 도로
- 국도 제313호선 (일본)(일본어판)